# Gérard Lauzier
Gérard Lauzier (Marsella, 30 de novembre de 1932 - París, 6 de desembre de 2008) fou un dibuixant de còmics, dramaturg i director de cinema francès.

## Biografia
Després de llicenciar-se en filosofia, estudià 4 anys arquitectura a l'Escola de Belles Arts de París. Posteriorment, freqüentà els «Tallers Perret i Lagneaux» on debutà com a dibuixant de premsa.
Marxà a Brasil, primer per unes vacances de tres mesos, però s'hi va quedar durant diversos anys, de 1956 a 1964. Allà va treballar pel Diario de Bahia com a caricaturista i publicista.
Quan va tornar a França el 1965, continuà amb el dibuix humorístic treballant per a diversos diaris. El 1974 debutà en el còmic realitzant Lili Fatale, publicat en àlbum a l'editorial Dargaud.
El mateix any també publicà Un cert malestar, en el que concep Tranches de vie per a la revista de còmics Pilote, així com les aventures de Zizi et Peter Panpan per a la revista Lui.
Dotad d'un humor feroç i d'una mirada mordaç, intentà plasmar una pintura social de la dècada de 1970 en la qual denunciava les idees i les contradiccions que mostraven certs mitjans de comunicació. En els seus diferents àlbums, La Course du rat (1978), La Tête dans le sac (1980), Les Cadres (1981), Souvenir d'un jeune homme (1982), Lauzier demostra un destacable sentit dels diàlegs.
A partir de 1991, es comença a orientar cap a l'ofici de guionista per al teatre i treballa, sobretot, amb Jean-Claude Martin pel qual adapta les seves Tranches de vie, Daniel Auteuil (le Garçon d'appartement), Pierre Mondy (L'Amuse-gueule). També treballà pel cinema: Je vais craquer de François Leterrier o Astérix i Obélix contra el Cèsar de Claude Zidi.
El 1992, contra tot pronòstic, torna al món del còmic produint Portrait de l'artiste en el qual posa en escena a Choupon, el seu personatge fetitxe. L'any següent, rep un gran premi en el vintè Festival internacional del còmic d'Angoulême.

## Teatre
- 1080: Le Garçon d'appartement.
- 1986: L'Amuse gueule.
- 1998: 1 table pour 6.

## Filmografia

### Guionista
- 1980: Je vais craquer
- 1981: Psy
- 1985: Tranches de vie
- 1988: À gauche en sortant de l'ascenseur
- 1999: Astèrix i Obèlix contra el Cèsar (diàlegs).

### Director i guionista
- 1982: T'empêches tout le monde de dormir
- 1983: P'tit con
- 1984: El meu pare, el meu heroi (Mon père, ce héros)
- 1991: Le Plus Beau Métier du monde
- 1999: Le Fils du Français